# Gomphrena pringlei
Gomphrena pringlei là loài thực vật có hoa thuộc họ Dền. Loài này được J.M.Coult. & Fisher mô tả khoa học đầu tiên năm 1892.